# Íbis-eremita

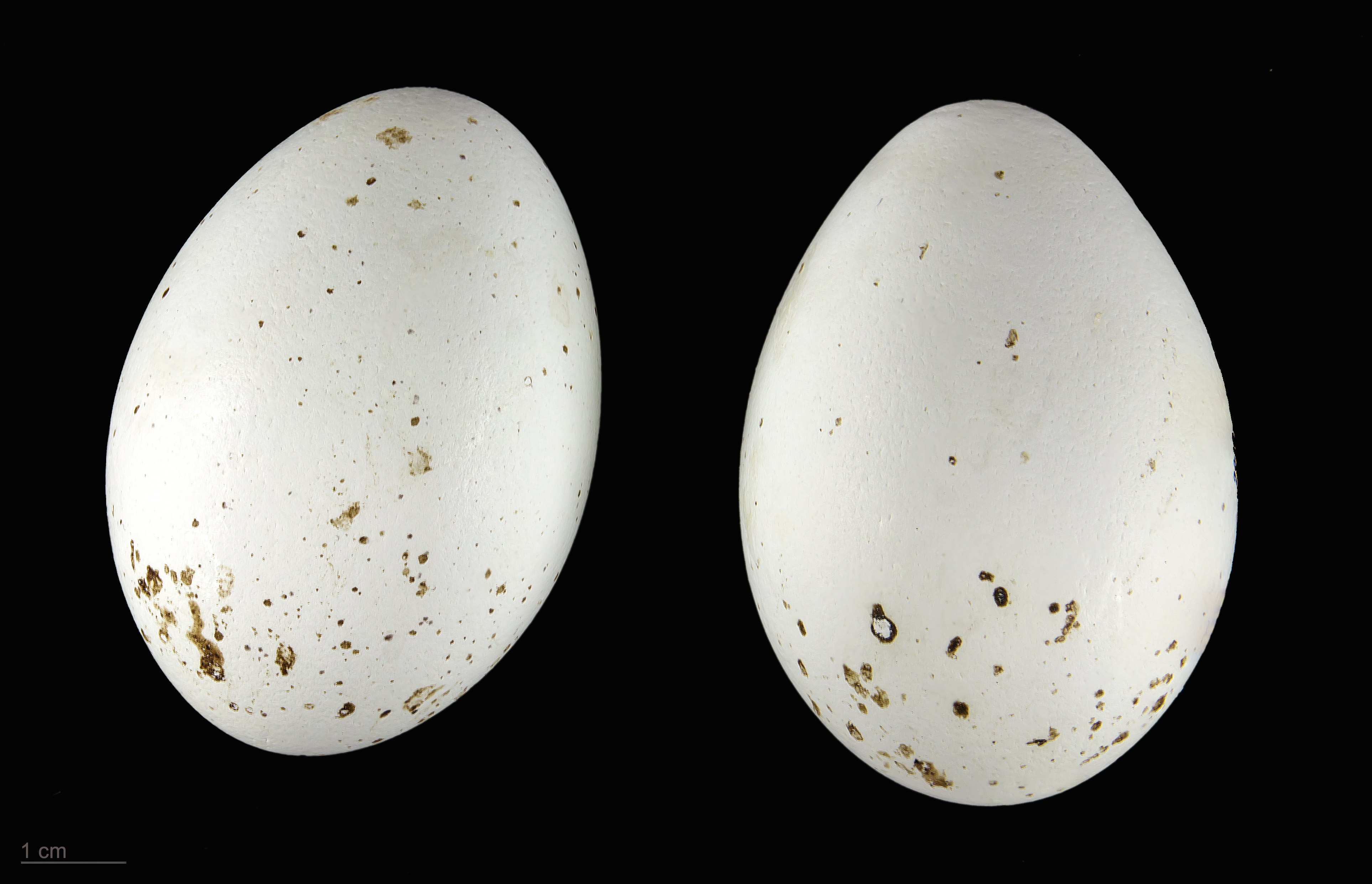
Geronticus eremita - MHNT

O Geronticus eremita, comummente conhecido como Íbis-eremita  ou íbis-pelado é uma espécie de ave da família dos Tresquiornitídeos.

## Etimologia
Quanto ao nome científico desta espécie:
- O nome genérico, Geronticus, provém do étimo grego clássico γέρων (gérōn), e significa «velho; ancião».[6]

- O epíteto específico, eremita, provém do latim, ĕrēmīta, e significa «recluso; anacoreta; eremita».[7]

## Descrição
Pode chegar até aos 80 centímetros de comprimento. Costuma ter a cabeça desprovida de penas, exibindo a pele nua e rosada.
De igual modo, o bico e as patas também exibem a mesma coloração entre o rosado e o carmim. O bico é longo e recurvo e é nele, junto à base, que se inserem as narinas, com as quais consegue respirar e procurar alimento na água em simultâneo.
Na nuca exibe um penacho, de plumas alongadas e escuras.

## Distribuição
A distribuição original desta espécie estendia-se do sul da Europa e do norte da África até ao Oriente Médio. Contudo, desde o início do século XX, que este íbis só é encontrado em duas populações disjuntas, uma na região ocidental dos Marrocos, nomeadamente no Parque Nacional de Souss-Massa, e outra na parte oriental, na Turquia, Síria e no Corno de África
O íbis-eremita, caçado até a extinção no século XVII, voltou a voar na Europa graças aos esforços de reprodução e reflorestamento realizados desde 2002. Em 2004, Espanha lançou um projeto para tentar fixar uma população residente desta espécie na região de Cádis.
Em 2024 foi avistado um espécime de íbis-eremita, no Norte de Portugal, junto à foz do rio Minho. A ave nasceu no Jardim Zoológico de Halle, na Alemanha, em maio de 2023, e foi libertada em março deste ano na região de Cádis, em Espanha.